# Co.☆ラボ
『Co.☆ラボ』（コラボ）は、朝日放送テレビで2018年4月1日から毎週日曜17:55 - 18:00（JST）に放送されているミニ番組・情報番組である。

## 概要
これまで当該時間帯に放送されていた『e-カンパニTV』に代わる情報番組として放送開始。本番組は、朝日放送テレビに所属するアナウンサーが、現在の日本を支える様々な企業に潜入し、その企業の新たな技術や製品、サービス、歴史、開発者などを研究するといった内容である。
番組タイトルは、「企業（Company、Corporation）」と「研究所（Laboratory）」を略したものである。

## 出演者
- MC
  - 毎回、異なる朝日放送テレビアナウンサーが出演。
- ナレーター
  - 橋詰優子（朝日放送テレビアナウンサー）

## 放送時間
- 日曜 17:55 - 18:00（JST）
  - 8月の全国高校野球選手権大会期間中（一部例外あり）は17:53 - 18:00（中継延長時は18:22 - 18:30）に代替ニュースとして『ABCニュース&天気予報』[注 1]を放送するため休止となる（雨天中止時および休養日も代替番組を編成するため休止）。

## スタッフ
- 制作協力：関西東通、東通インフィニティー
- 制作著作：朝日放送テレビ